# Egg (Svizzera)
Egg (toponimo tedesco) è un comune svizzero di 8 405 abitanti del Canton Zurigo, nel distretto di Uster.

## Monumenti e luoghi d'interesse

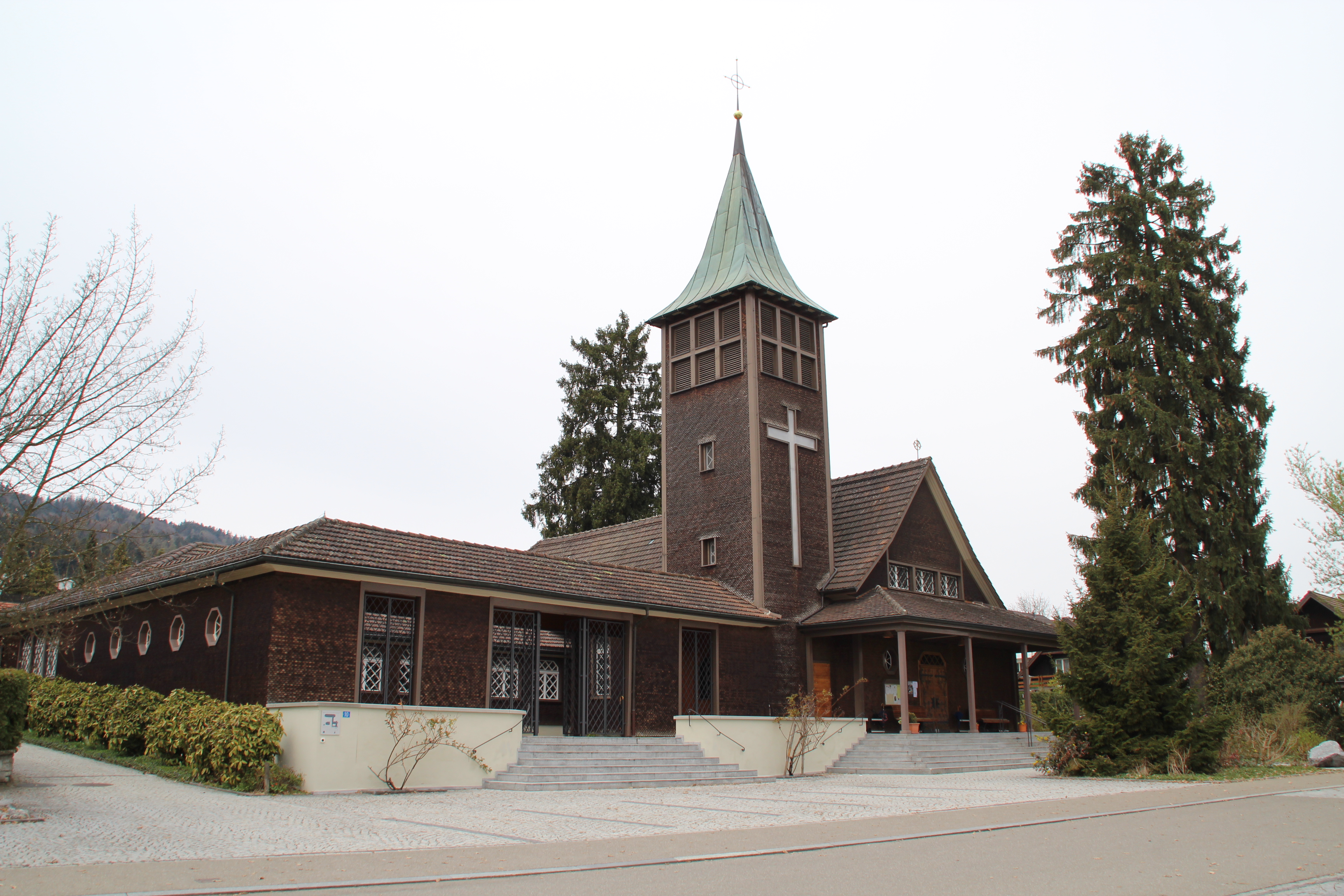
La chiesa di Sant'Antonio

- Chiesa riformata, attestata dall'858[1];
- Chiesa cattolica di Sant'Antonio, eretta nel 1921[1].

## Società

### Evoluzione demografica
L'evoluzione demografica è riportata nella seguente tabella:
Abitanti censiti

## Amministrazione
Ogni famiglia originaria del luogo fa parte del cosiddetto comune patriziale e ha la responsabilità della manutenzione di ogni bene ricadente all'interno dei confini del comune.